# Solanum lycocarpum
Solanum lycocarpum — многолетнее травянистое растение, вид рода Паслён (Solanum) семейства Паслёновые (Solanaceae). Распространено в бразильской саванне, в регионе Серрадо.
Местные жители называют растение лобейра (волчье растение) (порт. lobeira) либо фрута-ду-лобу (волчий фрукт) (порт. fruta-do-lobo). Волчьими яблоками фрукт именуют потому, что он составляет до половины рациона питания гривистого волка.

## Описание

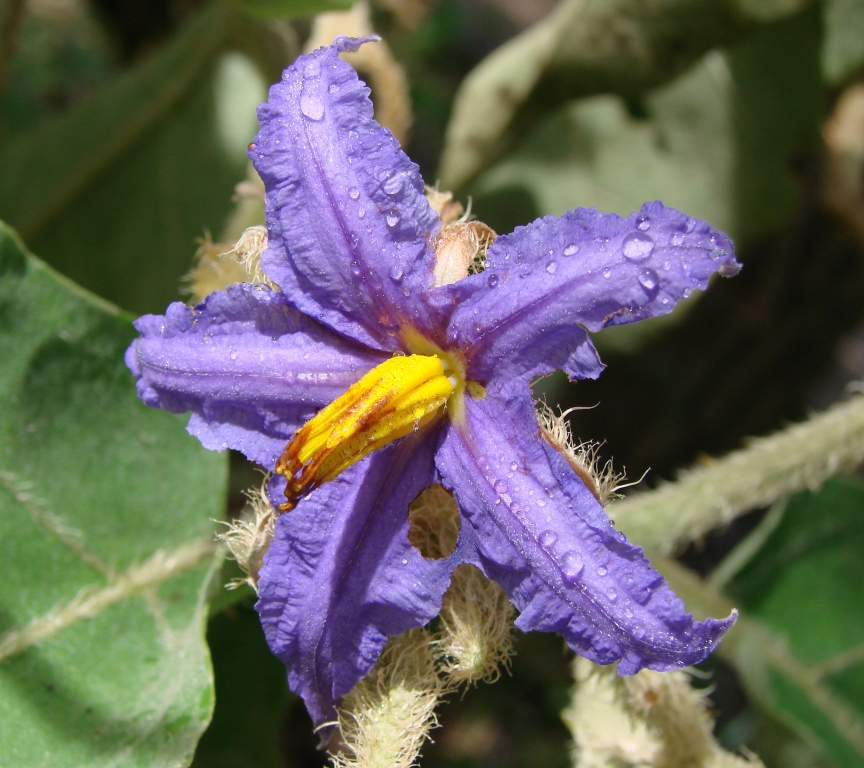
Цветок Solanum lycocarpum

Растение представляет собой цветущий кустарник высотой от 1,2 м до 3 м, с большими, низко опущенными листьями, покрытыми мягким серо-белым пухом. Голубые или фиолетовые цветы в форме звезды появляются с поздней осени и до ранней весны. Крупные плоды (до 13 см в диаметре) жёлтого цвета, при созревании окрашиваются полностью или частично в красный цвет. По внешней форме и внутреннему строению напоминают помидор, а по текстуре и цвету мякоти баклажан.

## Распространение
Ареал Solanum lycocarpum — бразильская саванна на территории Бразилии (штаты Bahia, Goias, Minas Gerais, Parana, Santa Catarina, Sao Paulo, Federal District) и Парагвая. Растение предпочитает влажную, глинистую почву, территории с большой большой дневной продолжительностью, мягкими температурами и солнечными днями. Спелые плоды съедобны для людей и потребляются местным населением для джемов и консервов, но незрелые плоды довольно богаты таннинами, и большинство других частей растения ядовиты — как это типично для членов семейства Solanaceae, таких как помидоры, картофель и баклажаны. Плоды также являются запасным источником пищи для крупного рогатого скота в сухой сезон.

## Медицинское применение
В настоящее время нет доказанных лекарственных применений для Solanum lycocarpum, но растение широко используется в местной народной медицине для лечения диабета. Считается, что содержащиеся в лобейре вещества защищают гривистого волка от червя Dioctophyme renale, который часто досаждает животным в этом регионе.